# Tríade letal da morte
A tríade letal de morte é um termo médico que descreve a combinação de hipotermia, acidose e coagulopatia. Essa combinação é comumente observada em pacientes que sofreram lesões traumáticas graves e resulta em um aumento significativo na taxa de mortalidade. Normalmente, quando alguém apresenta esses sinais, a cirurgia de controle de danos é empregada para reverter os efeitos.[carece de fontes?]
As três condições compartilham uma relação complexa; cada fator pode compor os outros, resultando em alta mortalidade se esse ciclo de feedback positivo continuar ininterrupto.[carece de fontes?]
O sangramento grave no trauma diminui o fornecimento de oxigênio e pode levar à hipotermia. Isso, por sua vez, pode interromper a cascata de coagulação, evitando a coagulação do sangue. Na ausência de oxigênio e nutrientes ligados ao sangue (hipoperfusão), as células do corpo queimam glicose anaerobicamente para obter energia, causando a liberação de ácido láctico, corpos cetônicos e outros compostos ácidos na corrente sanguínea, que reduzem o pH do sangue, levando a acidose metabólica. Esse aumento na acidez danifica os tecidos e órgãos do corpo e pode reduzir o desempenho miocárdico, reduzindo ainda mais o fornecimento de oxigênio.